# 1847
| [ Edytuj tabelę ]              | |
| Król Polski (tytularny)        | - 1831 Mikołaj I Romanow 1855 |
| Emir Afganistanu               | - 1842 Dost Mohammad Chan 1863 |
| Współksiążęta Andory           | - 1827 Simó Rojas de Guardiola y Hortoneda 1851 - 1830 Ludwik Filip I 1848                                                                             |
| Prezydent Argentyny            | - 1835 gen. Juan Manuel de Rosas 1852 |
| Cesarz Austrii                 | - 1835 Ferdynand I Habsburg 1848 |
| Król Bawarii                   | - 1825 Ludwik I 1848 |
| Król Belgów                    | - 1831 Leopold I 1865 |
| Premier Belgii                 | - 1846 Barthélemy Théodor de Theux de Meylandt 1847 - 1847 Charles Rogier 1852                                                                         |
| Prezydent Boliwii              | - 1841 José Ballivián 1847 - 1847 Eusebio Guilarte 1848                                                                                                |
| Cesarz Brazylii                | - 1831 Pedro II 1889 |
| Sułtan Brunei                  | - 1829 Omar Ali Saifuddin II 1852 |
| Prezydent Chile                | - 1841 Manuel Bulnes 1851 |
| Cesarz Chin                    | - 1820 Daoguang 1850 |
| Król Czech                     | - 1835 Ferdynand I Habsburg 1848 |
| Król Danii                     | - 1839 Chrystian VIII 1848 |
| Dalajlama                      | - 1838 Khedrub Gjaco 1856 |
| Prezydent Dominikany           | - 1844 Pedro Santana 1848 |
| Władca Egiptu                  | - 1805 Muhammad Ali 1848 |
| Prezydent Ekwadoru             | - 1845 Vicente Ramón Roca 1849 |
| Premier Francji                | - 1840 Nicolas Jean de Dieu Soult 1847 - 1847 François Guizot 1848                                                                                     |
| Król Francji                   | - 1830 Ludwik Filip I 1848 |
| Król Grecji                    | - 1831 Otton I 1862 |
| Prezydent Gwatemali            | - 1844 Rafael Carrera y Turcios 1848 |
| Prezydent Haiti                | - 1846 Jean-Baptiste Riché 1847 - 1847 Faustin Soulouque 1849                                                                                          |
| Król Hawajów                   | - 1824 Kamehameha III 1854 |
| Król Hiszpanii                 | - 1833 Izabela II 1868 |
| Król Holandii                  | - 1840 Wilhelm II 1849 |
| Prezydent Hondurasu            | - 1845 Coronado Chávez 1847 - 1847 Rada ministrów 1847 - 1847 Juan Lindo 1852                                                                          |
| Szach Iranu                    | - 1834 Mohammad Szah 1848 |
| Państwo Wielkich Mogołów       | - 1837 Bahadur Szah II 1858 |
| Król Irlandii                  | - 1837 Wiktoria Hanowerska 1901 |
| Cesarz Japonii                 | - 1846 Kōmei 1866 |
| Kalif                          | - 1839 Abdülmecid I 1861 |
| Emir Kataru                    | - 1847 Muhammad ibn Sani 1878 |
| Prezydent Kolumbii             | - 1844 gen. Tomás Cipriano de Mosquera 1849 |
| Patriarcha Konstantynopola     | - 1845 Antym VI 1848 |
| Władca Korei                   | - 1834 Hŏnjong 1849 |
| Prezydent Kostaryki            | - 1847 José María Alfaro Zamora (p.o.) 1847 - 1847 José María Castro Madriz 1849                                                                       |
| Emir Kuwejtu                   | - 1814 Dżabir I 1859 |
| Książę Liechtensteinu          | - 1836 Alojzy II 1858 |
| Wielki książę Luksemburga      | - 1840 Wilhelm II 1849 |
| Sułtan Maroka                  | - 1822 Abd ar-Rahman 1859 |
| Prezydent Meksyku              | - 1846 Valentín Gómez Farías 1847 - 1847 Antonio López de Santa Anna 1847 - 1847 Pedro María Anaya 1847 - 1847 Manuel de la Peña y Peña 1848           |
| Książę Monako                  | - 1841 Florestan I 1856 |
| Król Nepalu                    | - 1816 Rajendra 1847 - 1847 Surendra 1881 |
| Premier Nepalu                 | - 1846 Jang Bahadur Rana 1856 |
| Król Norwegii                  | - 1844 Oskar I 1859 |
| Sułtan Omanu                   | - 1807 Sa’id ibn Sultan 1856 |
| Papież                         | - 1846 Pius IX 1878 |
| Prezydent Paragwaju            | - 1844 Carlos Antonio López 1862 |
| Książę Parmy i Piacenzy        | - 1814 Maria Ludwika 1847 - 1847 Karol II 1849 |
| Prezydent Peru                 | - 1845 Ramón Castilla 1851 |
| Król Portugalii                | - 1834 Maria II 1853 - 1837 Ferdynand II Koburg (król iure uxoris) 1853                                                                                |
| Król Prus                      | - 1840 Fryderyk Wilhelm IV 1861 |
| Car Rosji                      | - 1825 Mikołaj I 1855 |
| Król Saksonii                  | - 1836 Fryderyk August II Wettyn 1854 |
| Prezydent Salwadoru            | - 1846 Eugenio Aguilar 1848 |
| Kapitanowie Regenci San Marino | - 1846 Francesco Guidi Giangi Costanzo Damiani 1847 - 1847 Girolamo Gozi Domenic' Antonio Bartolotti 1847 - 1847 Giuliano Malpeli Biagio Martelli 1848 |
| Książę Serbii                  | - 1842 Aleksander Karadziordziewić 1858 |
| Król Sardynii                  | - 1831 Karol Albert 1849 |
| Król Szwecji                   | - 1844 Oskar I 1859 |
| Król Tajlandii                 | - 1824 Rama III 1851 |
| Sułtan Turków                  | - 1839 Abdülmecid I 1861 |
| Prezydent Urugwaju             | - 1843 Manuel Oribe 1851 - 1843 Joaquín Suárez (p.o.) 1852                                                                                             |
| Prezydent USA                  | - 1845 James Polk 1849 |
| Prezydent Wenezueli            | - 1843 Carlos Soublette 1847 - 1847 José Tadeo Monagas 1851                                                                                            |
| Król Węgier                    | - 1835 Ferdynand VI 1848 |
| Monarcha Wielkiej Brytanii     | - 1837 Wiktoria 1901 |
| Premier Wielkiej Brytanii      | - 1846 John Russell 1851 |
| Cesarz Wietnamu                | - 1841 Thiệu Trị 1847 - 1847 Tự Đức 1883 |

Rok 1847 / MDCCCXLVII
stulecia: XVIII wiek ~
XIX wiek ~
XX wiek

dziesięciolecia:
1810–1819 •
1820–1829 •
1830–1839 •
1840–1849
• 1850–1859
• 1860–1869
• 1870–1879

lata: 1837 «
1842 «
1843 «
1844 «
1845 «
1846 «
1847
» 1848
» 1849
» 1850
» 1851
» 1852
» 1857

## Wydarzenia w Polsce
- 23 maja – Wrocław: uruchomiono uliczne latarnie gazowe.
- 25 maja – wielka powódź w Żorach.
- 28 lipca – w Kołczygłowach na Pomorzu późniejszy niemiecki kanclerz Otto von Bismarck poślubił Joannę von Puttkamer.
- 6 sierpnia – na stację w Katowicach wjechał pierwszy pociąg osobowy.
- 14 października – pierwszy parowóz wyruszył z Krakowa do Mysłowic, otwarto pierwszą linię (dł. 65,47 km) Kolei Krakowsko-Górnośląskiej.
- 17 listopada – w Berlinie zakończył się proces wielkopolskich powstańców i działaczy niepodległościowych. Skazano 117 osób, z tego 8 na karę śmierci.
- 1 grudnia – uruchomiono 1-torową linię kolejową Grodzisk Mazowiecki-Dąbrowa Górnicza o długości 263,3 km.

## Wydarzenia na świecie
- 4 stycznia – Samuel Colt sprzedał amerykańskiemu rządowi pierwszą partię rewolwerów własnej konstrukcji.
- 30 stycznia – kalifornijska osada Yerba Buena zmieniła nazwę na San Francisco.
- 23 lutego – wojna amerykańsko-meksykańska: zwycięstwo wojsk amerykańskich w bitwie pod Buena Vista.
- 25 lutego – został założony Uniwersytet w Iowa.
- 1 marca – USA: stan Michigan zniósł karę śmierci.
- 14 marca – we Florencji odbyła się premiera opery Makbet Giuseppe Verdiego.
- 23 marca – wielki pożar Bukaresztu.
- 4 kwietnia – w Barcelonie otwarto scenę operową Gran Teatre del Liceu.
- 14 kwietnia – podpisano persko-osmański Traktat w Erzurum.
- 18 kwietnia – wojna amerykańsko-meksykańska: bitwa pod Cerro Gordo.
- 21 kwietnia – w Berlinie doszło do rozruchów głodowych (tzw. rewolucji kartoflanej), stłumionych po 3 dniach przez wojsko.
- 29 kwietnia – uratowano ostatniego ocalałego członka Wyprawy Donnera
- 31 maja – otwarto linię kolejową Rotterdam-Haga.
- 2 czerwca – podczas ślubu w kościele św. Piotra w angielskim Tiverton wykonano po raz pierwszy Marsz weselny Feliksa Mendelssohna-Barholdy’ego.
- 26 czerwca – uruchomiono pierwszą linię kolejową w Danii (Kopenhaga-Roskilde).
- 1 lipca – Karl Ludwig Hencke odkrył planetoidę (6) Hebe.
- 24 lipca – mormoni założyli Salt Lake City.
- 26 lipca – osiedli w Afryce wyzwoleni amerykańscy niewolnicy proklamowali niepodległość Liberii.
- 13 sierpnia – John Russell Hind odkrył planetoidę (7) Iris.
- 20 sierpnia – wojna amerykańsko-meksykańska: zwycięstwo Amerykanów w bitwie pod Churubusco.
- 21 sierpnia – ustanowiono najstarsze i najwyższe odznaczenie norweskie – Order Świętego Olafa.
- 8 września – wojna amerykańsko-meksykańska: bitwa pod Mohno del Rey.
- 12–13 września – wojna amerykańsko-meksykańska: bitwa pod Chapultepec.
- 14 września – wojna amerykańsko-meksykańska: wojska amerykańskie zajęły miasto Meksyk.
- 12 października – wynalazca i przedsiębiorca niemiecki Werner von Siemens założył Siemens AG & Halske.
- 18 października – John Russell Hind odkrył planetoidę (8) Flora.
- 12 listopada – sir James Young Simpson po raz pierwszy użył do znieczulenia chloroformu.
- 23 listopada – szwajcarska wojna domowa: bitwa pod Gisikon(inne języki).
- 29 listopada – Indianie dokonali masakry kilkunastu osadników na misji pod Walla-Walla w Oregonie.
- 22 grudnia – Abd al-Kadir, przywódca algierskich walk niepodległościowych, został zmuszony do kapitulacji i trafił do francuskiej niewoli.
- Trzęsienie ziemi w Japonii spowodowało śmierć około 44 tys. ludzi.
- Francja skończyła podbój Algierii.
- Zawarto konkordat pomiędzy kurią rzymską a Rosją.

## Urodzili się
- 3 stycznia – Albert Bielschowsky, niemiecki historyk literatury, biograf Goethego (zm. 1902)
- 6 stycznia – Milovan Glišić, serbski pisarz, dramaturg i teoretyk literacki (zm. 1908)
- 10 stycznia – Gustav Behrend, niemiecki dermatolog i wenerolog, praktykujący w Berlinie (zm. 1925)
- 15 stycznia – Marceli Nencki, polski lekarz, chemik, fizjolog (zm. 1901)
- 16 stycznia – Svetozár Hurban-Vajanský, słowacki poeta, pisarz, publicysta, krytyk literacki, działacz narodowy i polityk (zm. 1916)
- 18 stycznia – Gertruda Comensoli, włoska zakonnica, założycielka Adoratorek Najświętszego Sakramentu, święta katolicka (zm. 1903)
- 26 stycznia – John Bates Clark, amerykański ekonomista (zm. 1938)
- 5 lutego – Eduard Magnus Jakobson, estoński drzeworytnik, działacz lokalnego odrodzenia narodowego i pastor baptystyczny (zm. 1903)
- 11 lutego:
  - Thomas Alva Edison, amerykański wynalazca (zm. 1931)
  - Johanna Wilhelmine Weigel, australijska przedsiębiorczyni (zm. 1940)
- 12 lutego – Philip Eulenburg, książę Eulenburg i Hertefeld, hrabia Sandels, polityk i dyplomata cesarstwa niemieckiego (zm. 1921)
- 13 lutego:
  - Klelia Rachela Barbieri, święta Kościoła katolickiego, włoska zakonnica, założycielka „minimitek” od św. Franciszka z Paoli, zgromadzenia Sióstr Mniejszych od Matki Bożej Bolesnej (zm. 1870)
  - Frederick Campbell, 3. hrabia Cawdor, brytyjski polityk, członek Partii Konserwatywnej, minister w rządzie Arthura Balfoura (zm. 1911)
- 14 lutego – Walenty Dąbrowski, duchowny katolicki, kaszubski działacz społeczno-kulturalny i charytatywny (zm. 1931)
- 16 lutego:
  - Arthur Kinnaird, 11. lord Kinnaird, brytyjski arystokrata, piłkarz i działacz sportowy, syn Arthura Kinnairda, 10. lorda Kinnaird i Mary Hoare, córki Williama Hoare’a (zm. 1923)
  - Karl Bücher, niemiecki ekonomista, historyk gospodarki, socjolog, prekursor prasoznawstwa (zm. 1930)
- 17 lutego – Otto Blehr, norweski polityk; dwukrotnie premier Norwegii (zm. 1927)
- 19 lutego – Rudolf Ulrich Krönlein, szwajcarski chirurg (zm. 1910)
- 22 lutego – Feliks Bogacki, polski krytyk literacki i publicysta (zm. 1916)
- 25 lutego – Samuel Fielden, angielski anarchista (zm. 1922)
- 28 lutego – Salomon Eberhard Henschen, szwedzki lekarz (zm. 1930)
- 3 marca – Alexander Graham Bell, wynalazca telefonu (zm. 1922)
- 4 marca:
  - Carl Josef Bayer, austriacki chemik, wynalazca procesu Bayera (zm. 1904)
  - Domenico Ferrata, włoski duchowny katolicki, dyplomata, wysoki urzędnik Kurii Rzymskiej, kardynał, Sekretarz Stanu Stolicy Apostolskiej (zm. 1914)
- 6 marca:
  - Johann Georg Hagen, austriacki astronom, jezuita (zm. 1930)
  - Federico Andreotti, włoski malarz (zm. 1930)
- 10 marca:
  - Karol Kozłowski, polski architekt (zm. 1902)
  - Stanisław Dobrzański, polski pisarz, aktor, reżyser i dyrektor teatrów (zm. 1880)
- 12 marca – Kazimierz Slaski, polski ziemianin, działacz patriotyczny i gospodarczy (zm. 1906)
- 13 marca – Karol Józef Fischer, polski biskup rzymskokatolicki, biskup pomocniczy przemyski w latach 1901–1931 (zm. 1931)
- 17 marca – Bronisław Komorowski, pisarz polski, dramaturg okresu pozytywizmu (zm. 1912)
- 19 marca – Frank Wigglesworth Clarke, amerykański chemik (zm. 1931)
- 24 marca – Wincencja Maria López Vicuña, hiszpańska zakonnica, założycielka Zgromadzenia Sióstr Służby Domowej, święta katolicka (zm. 1896)
- 27 marca – Otto Wallach, niemiecki chemik pochodzenia żydowskiego, laureat Nagrody Nobla (zm. 1931)
- 1 kwietnia – Paweł Denn, francuski jezuita, misjonarz, męczennik, święty katolicki (zm. 1900)
- 4 kwietnia – Nił Fiłatow, rosyjski lekarz, naukowiec i nauczyciel akademicki, jeden z pionierów rosyjskiej pediatrii (zm. 1902)
- 7 kwietnia – Jens Peter Jacobsen, duński pisarz i biolog (zm. 1885)
- 10 kwietnia – Joseph Pulitzer, amerykański wydawca i dziennikarz (zm. 1911)
- 11 kwietnia – Karl Eisenlohr, niemiecki lekarz, neurolog (zm. 1896)
- 19 kwietnia – Ferdinand Fellner, austriacki architekt (zm. 1916)
- 20 kwietnia – Karol Kościuszko-Waluszyński, polski archeolog, jeden z inicjatorów i głównych badaczy Chersonezu (zm. 1907)
- 25 kwietnia – Edouard Debat-Ponsan, francuski malarz akademicki (zm. 1913)
- 30 kwietnia – Paul Grützner, niemiecki fizjolog (zm. 1919)
- maj – Bazyli (Michajłow), bułgarski biskup prawosławny (zm. 1927)
- 1 maja – Teodor Heryng, polski lekarz laryngolog żydowskiego pochodzenia (zm. 1925)
- 9 maja – Antoni Berezowski, polski szlachcic, powstaniec styczniowy, wykonawca nieudanego zamachu na cara Aleksandra II dnia 6 czerwca 1867 r. w Paryżu (zm. 1916 lub 1917)
- 10 maja – Wilhelm Killing, niemiecki matematyk, autor istotnych prac z zakresu teorii algebr i grup Liego oraz geometrii nieeuklidesowej (zm. 1923)
- 13 maja – Anna Nordgren, szwedzka malarka (zm. 1916)
- 21 maja – Antoni Drygas, doktor filologii klasycznej, nauczyciel szkół średnich (zm. 1917)
- 22 maja – Modest Andlauer, francuski jezuita, misjonarz, męczennik, święty katolicki (zm. 1900)
- 1 czerwca – Antoni Kantecki, polski ksiądz, od 1876 do 1887 redaktor naczelny „Kuriera Poznańskiego”, wielkopolski przywódca katolickiego obozu ultramontanów (zm. 1893)
- 6 czerwca – Ołeksandr Barwinśkyj, ukraiński polityk, pedagog, historyk, działacz społeczny. Poseł do Sejmu Krajowego Galicji i Reichsratu (zm. 1926)
- 11 czerwca – Carlo Forlanini, włoski lekarz internista (zm. 1918)
- 13 czerwca – Vilém Kurz Starszy, czeski pisarz, polityk, zoolog, krajoznawca, jeden z członków założycieli Klubu českých turistů (zm. 1902)
- 14 czerwca – Anna Gostyńska, polska aktorka, dyrektorka teatru (zm. 1918)
- 16 czerwca – Paul Alexis, francuski dramaturg (zm. 1901)
- 26 czerwca – Nemezja Valle, włoska zakonnica, błogosławiona katolicka (zm. 1916)
- 29 czerwca – Paul Flechsig, niemiecki neuroanatom, psychiatra i neuropatolog, twórca metody mielogenetycznej, uznawanej za przełom w neuroanatomii (zm. 1929)
- 30 czerwca:
  - Jan Doležal, czeski leśniczy, dziennikarz i publicysta, pierwszy fachowy pisarz czeski w dziedzinie leśnictwa (zm. 1901)
  - Emil Godlewski, polski botanik, chemik rolny, twórca polskiej szkoły fizjologii roślin, profesor Uniwersytetu Jagiellońskiego, Uniwersytetu Lwowskiego i Akademii Rolniczej w Dublanach (zm. 1930)
- 2 lipca – Marcel Bertrand, francuski geolog, twórca nowoczesnej tektoniki (zm. 1907)
- 4 lipca – Laetus Bernatek, zakonnik należący do Zakonu Bonifratrów, inicjator i organizator budowy gmachu szpitala Bonifratrów w Krakowie (zm. 1927)
- 5 lipca – Agnes Zimmermann, brytyjska pianistka, kompozytorka pochodzenia niemieckiego (zm. 1925)
- 8 lipca – František Křižík, czeski wynalazca, inżynier elektryk i przemysłowiec (zm. 1941)
- 10 lipca – Amalie Materna, austriacka śpiewaczka operowa, sopranistka (zm. 1918)
- 12 lipca – Karl Heinrich Barth, niemiecki pianista i nauczyciel gry na fortepianie (zm. 1922)
- 15 lipca – Henryk Dziedzicki, polski biolog, entomolog, lekarz (zm. 1921)
- 18 lipca – Édouard Francis Kirmisson, francuski chirurg dziecięcy (zm. 1927)
- 30 lipca – Aleksander Fabian, polski lekarz (zm. 1911)
- 31 lipca – Ignacio Cervantes, kubański kompozytor, pianista (zm. 1905)
- 1 sierpnia – Anton Reichenow, niemiecki ornitolog (zm. 1941)
- 3 sierpnia – John Hamilton-Gordon, brytyjski arystokrata i polityk (zm. 1934)
- 14 sierpnia – Robert Comtesse, szwajcarski polityk (zm. 1922)
- 19 sierpnia – Hans Paul Bernhard Gierke, niemiecki anatom, profesor Cesarskiego Uniwersytetu Tokijskiego i Uniwersytetu Wrocławskiego (zm. 1886)
- 20 sierpnia – Bolesław Prus (właściwie Aleksander Głowacki), polski pisarz, publicysta, dziennikarz (zm. 1912)
- 22 sierpnia – John Forrest, australijski odkrywca i polityk, pierwszy premier Australii Zachodniej (zm. 1918)
- 3 września – James Hannington, brytyjski misjonarz, święty kościoła anglikańskiego, męczennik (zm. 1885)
- 5 września – Jesse James, amerykański bandyta, rewolwerowiec (zm. 1882)
- 7 września – Karol Dzieduszycki, ziemianin, polityk galicyjski (zm. 1902)
- 11 września – John Boyd Thacher, amerykański polityk i pisarz, biograf Kolumba (zm. 1909)
- 13 września – Aurelia Duczymińska, polska ziemianka, działaczka społeczna i oświatowa (zm. po 1931)
- 14 września – Paweł Jabłoczkow, rosyjski elektrotechnik, inżynier i wynalazca (zm. 1894)
- 22 września – Enrique Almaraz y Santos, hiszpański duchowny katolicki, arcybiskup Toledo i prymas Hiszpanii, kardynał (zm. 1922)
- 23 września – Stanisław Jerzykowski, polski lekarz, działacz społeczny (zm. 1927)
- 24 września – Franciszek Gryglaszewski, działacz Polonii amerykańskiej (zm. 1918)
- 30 września:
  - Wilhelmina Drucker, jedna z pierwszych holenderskich feministek, działaczka społeczna, sufrażystka i pisarka tworzącą pod pseudonimami Gipsy, Gitano i E. Prezcier (zm. 1925)
  - Wincenty Kluczyński, Sługa Boży Kościoła katolickiego, duchowny katolicki, arcybiskup mohylewski od 1910 do 1914 (zm. 1917)
- 1 października:
  - Annie Besant, angielska teozofka, feministka, oraz pisarka (zm. 1933)
  - Franciszek Czerny-Schwarzenberg, polski naukowiec, z wykształcenia historyk, z zawodu geograf (zm. 1917)
- 2 października – Paul von Hindenburg, niemiecki marszałek i polityk (zm. 1934)
- 7 października:
  - Emil Holub – czeski przyrodnik, kolekcjoner i podróżnik (zm. 1902)
  - Walenty Wisz – polski snycerz, rzeźbiarz (zm. 1930)
- 10 października – Milan Jovanović Batut, serbski lekarz (zm. 1940)
- 13 października – Arthur Acland, brytyjski polityk, członek Partii Liberalnej, minister w rządach Williama Ewarta Gladstone’a i lorda Rosebery’ego (zm. 1926)
- 15 października – Tadeusz Browicz, polski lekarz anatomo-patolog, rektor Uniwersytetu Jagiellońskiego, członek Polskiej Akademii Umiejętności (zm. 1928)
- 16 października – Gustaw Arnold Fibiger I, polski budowniczy fortepianów, przemysłowiec (zm. 1915)
- 17 października:
  - Władysław Bełza, polski poeta neoromantyczny, publicysta, animator życia kulturalnego, oświatowego i prasowego (zm. 1913)
  - Stanisław Daniłło, rosyjski lekarz psychiatra polsko-greckiego pochodzenia (zm. 1897)
- 19 października – Vendelín Budil, czeski aktor, reżyser, historyk teatralny i tłumacz (zm. 1928)
- 31 października – Galileo Ferraris, włoski fizyk, inżynier i elektrotechnik (zm. 1897)
- 1 listopada – Karl Augustin, biskup Kościoła katolickiego, sufragan archidiecezji wrocławskiej (zm. 1919)
- 4 listopada:
  - August, infant portugalski, książę Coimbry (zm. 1889)
  - Mór Déchy, węgierski geograf i podróżnik, autor publikacji naukowych na temat gór, pionier fotografii wysokogórskiej, taternik i alpinista (zm. 1917)
- 7 listopada – Lotta Crabtree, amerykańska aktorka (zm. 1924)
- 8 listopada – Jean Casimir-Perier, francuski polityk, prezydent Francji w latach 1894–1895 (zm. 1907)
- 9 listopada – Carlo Alberto Castigliano, włoski inżynier znany głównie z twierdzenia Castigliano określającego przemieszczenia przy odkształceniach liniowych w oparciu o pochodne cząstkowe energii sprężystej (zm. 1884)
- 13 listopada – Edward Korniłowicz, polski lekarz, psychiatra (zm. 1909)
- 14 listopada – Katarzyna Dołgoruka, księżna Dołgoruka, żona Aleksandra II Romanowa, cara Rosji (zm. 1922)
- 15 listopada – Magdalena Morano, włoska salezjanka, błogosławiona katolicka (zm. 1908)
- 16 listopada – Edmund James Flynn, kanadyjski prawnik i polityk, premier prowincji Quebec (zm. 1927)
- 18 listopada – Eliška Krásnohorská, czeska feministka, pisarka, poetka i krytyczka literacka (zm. 1926)
- 19 listopada – Carl Friedländer, niemiecki patolog, jeden z pionierów mikrobiologii (zm. 1887)
- 24 listopada – Antoni Jurasz, polski lekarz otolaryngolog (zm. 1923)
- 30 listopada:
  - Afonso Augusto Moreira Pena, brazylijski polityk, prezydent Brazylii w latach 1906–1909 (zm. 1909)
  - August Klughardt, niemiecki kompozytor i dyrygent epoki romantyzmu, uczeń Blassmana i Reichela (zm. 1902)
- 15 grudnia – Aleksander Hirschberg, historyk polski, profesor Uniwersytetu Lwowskiego, kustosz Zakładu Narodowego im. Ossolińskich we Lwowie, członek korespondent AU (zm. 1907)
- 17 grudnia – Émile Faguet, francuski pisarz i krytyk literacki (zm. 1916)
- 19 grudnia – Kazimierz Siemaszko, polski duchowny katolicki, misjonarz, pedagog, działacz społeczny (zm. 1904)
- 26 grudnia – Hans Gross, austriacki sędzia śledczy, kryminolog, założyciel Instytutu Kryminalistycznego w Grazu, uznawany za twórcę kryminalistyki (zm. 1915)
- 27 grudnia – Donato Maria Dell’Olio, włoski duchowny katolicki, arcybiskup Benevento, kardynał (zm. 1902)
- 30 grudnia – John Peter Altgeld, 20 gubernator stanu Illinois w latach 1893–1897 (zm. 1902)
- data dzienna nieznana: 
  - Juda Arie Leib Alter, trzeci cadyk z dynastii Ger (zm. 1905)
  - Nikołaj Aristow, rosyjski turkolog (zm. ok. 1903)
  - William Edward Ayrton, brytyjski elektrotechnik i fizyk (zm. 1908)
  - Heinrich Bernhard, niemiecki malarz szkła i porcelany (zm. 1902)
  - Andrij Biłećkyj, ksiądz greckokatolicki, prałat papieski, wikary generalny i oficjał greckokatolickiej kapituły generalnej we Lwowie, poseł do Sejmu Krajowego Galicji VII kadencji (zm. 1927)
  - Stefan Brykczyński, literat, technolog, powstaniec styczniowy, Sybirak, działacz oświatowy i narodowy (zm. 1934)
  - Camille Doncieux, pierwsza żona Claude’a Moneta, modelka do kilku obrazów męża (zm. 1879)
  - Ludwig Eichborn, baron niemiecki, współzałożyciel Polskiego Towarzystwa Tatrzańskiego i Muzeum Tatrzańskiego w Zakopanem (zm. 1908)
  - Władysław Eljasz-Radzikowski, polski rzeźbiarz (zm. 1921)
  - Kazimierz Eysmont, powstaniec styczniowy (zm. 1912)
  - Szymon Gąsienica-Krzyś, góral podhalański, gawędziarz, znany muzykant (zm. 1907)
  - Ludwik Gędłek, polski malarz (zm. 1904)
  - Maksymilian Goldfeder, polski przedsiębiorca związany z Łodzią (rok urodzenia przybliżony) (zm. 1923)
  - Szlomo Halberstam I, chasydzki rabin, założyciel chasydzkiej dynastii Bobow (zm. 1905)
  - Hamilton Hamilton, amerykański malarz naturalista (zm. 1928)
  - Berthold Harhausen, niemiecki duchowny ewangelicki, działacz społeczny (zm. 1920)
  - Ignacy Jasiukowicz, polski przedsiębiorca, dyrektor czołowych przedsiębiorstw metalurgicznych w Rosji (zm. 1914)
  - Stanisław Kosiński, polski inżynier budujący koleje na terenie Galicji (zm. 1923)
  - Michalina Kwiatkowska, uczestniczka powstania styczniowego, aktorka (zm. 1930)
  - Aleksandr Łodygin, rosyjski elektrotechnik, wynalazca (zm. 1923)

## Święta ruchome
- Tłusty czwartek: 11 lutego
- Ostatki: 16 lutego
- Popielec: 17 lutego
- Niedziela Palmowa: 28 marca
- Wielki Czwartek: 1 kwietnia
- Wielki Piątek: 2 kwietnia
- Wielka Sobota: 3 kwietnia
- Wielkanoc: 4 kwietnia
- Poniedziałek Wielkanocny: 5 kwietnia
- Wniebowstąpienie Pańskie: 13 maja
- Zesłanie Ducha Świętego: 23 maja
- Boże Ciało: 3 czerwca